# Lucilia caesarion
Lucilia caesarion este o specie de muște din genul Lucilia, familia Calliphoridae. A fost descrisă pentru prima dată de Georg Ludwig Scharfenberg în anul 1805.
Este endemică în Germania. Conform Catalogue of Life specia Lucilia caesarion nu are subspecii cunoscute.